# Ферма (Гатчина)
Ферма (в XVIII—XIX веке — «скотный двор в Сильвии») — памятник архитектуры. Расположен в Гатчине, во Дворцовом парке северо-западнее дворца, между парком «Зверинец» и Красноармейским проспектом.
Проект главного одноэтажного здания (с двумя ярусами в центральном объёме), обращённого к реке, разработан не позднее 1796 года неизвестным архитектором, в том же году началось строительство. К концу 1798 года на Ферме построили каменный погреб, а помещения главного здания и средний большой зал был оштукатурены. Стены главного здания облицованы пудостским известняком.
Наружные стены большого зала образуют на фасаде выступ, круглый зал вписан в четыре угла стен. По диагоналям квадрата в зале сделаны полуциркульные ниши. Выступ украшен пилястрами и фронтоном. Центральный объём перекрыт полусферическим куполом. В стенах второго яруса сделаны полукруглые окна. На боковых крыльях крыша с переломом, аналогичным крышам Лесной оранжереи и придворных конюшен, у профиля нижней части криволинейные очертания, что придаёт зданию барочный стиль.
Во второй половине XIX века к зданию со стороны двора была сделана пристройка.
С 1930 года на Ферме располагалось учебное хозяйство Ленинградского зоотехнического института.
В Великую Отечественную войну здание было разрушено, восстановлено после войны. Роспись купола была восстановлена Р. П. Саусеном, В. В. Зверевым и О. Ю. Педаясом. После войны до начала 1990-х годов в Ферме проходили лекции и концерты.